# 山崎幹根
山崎 幹根（やまざきみきね、1967年（昭和42年）7月13日 - ）は、日本の行政学者。北海道大学公共政策大学院教授。学位は北海道大学博士（法学）。専門は行政学。

## 略歴
1967年三重県に生まれる。1990年北海道大学法学部卒業。1995年北海道大学大学院法学研究科博士課程単位取得退学。2000年釧路公立大学助教授。2001年北海道大学大学院法学研究科助教授。2005年北海道大学公共政策大学院助教授。博士(法学、北海道大学)。専攻は地方自治論、行政学。

研究分野は英国のリージョナリズム、スコットランド政府の活動、現代日本の道州制構想、戦後北海道開発政策の事例研究など。

## 著作
- 地方創生を超えて　これからの地域政策　岩波書店(2018)＝小磯修二、村上裕一と共著
- 「領域」をめぐる分権と統合―スコットランドから考える 岩波書店（2011)
- 国土開発の時代―戦後北海道をめぐる自治と統治 東京大学出版会(2006)